# Tape deck de rolo

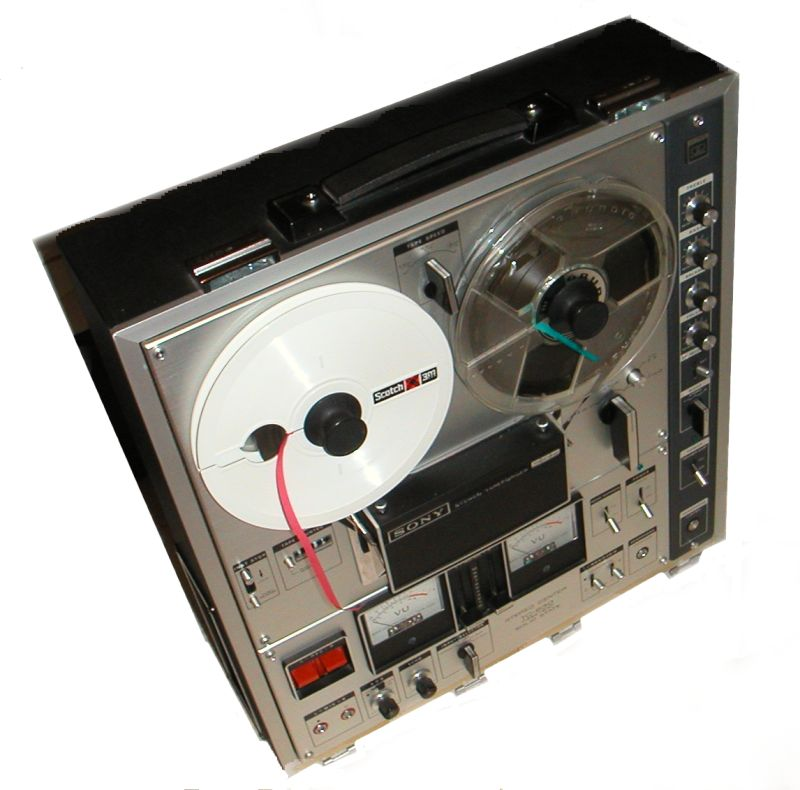
Imagem de um tape deck de rolo, modelo Sony TC-630

Um tape deck de rolo, chamado simplesmente de deck de rolo, são equipamentos caseiros de áudio que permitiram a reprodução de gravações estereofônicas de música pré-gravada no ambiente doméstico, uma vez que muitas pessoas preferiam a fidelidade da fita magnética em detrimento dos long plays que começavam a despontar já no final da década de 1950. Dentre as principais fabricantes desses aparelhos, está a Akai.